# محمد کرمی راد
محمد کرمی‌راد (آذر ۱۳۳۹ کرمانشاه – ۱۹ فروردین ۱۴۰۰) فرمانده نظامی و سیاستمدار ایرانی بود که در دورهٔ هشتم مجلس شورای اسلامی به‌عنوان نماینده کرمانشاه در مجلس حضور داشت.
وی در خلال جنگ ایران و عراق از اعضای سپاه پاسداران بود و فرماندهی لشکر ۱۱ امیرالمؤمنین را برعهده داشت.